# Giraudia subaequalis
Giraudia subaequalis là một loài tò vò trong họ Ichneumonidae.